# ميكل
ميكل (بالروسية: ПАО «Мечел) هي إحدى الشركات الروسية الرائدة في مجال التعدين والمعادن، وتضم منتجي الفحم، وخام الحديد في المركز، والصلب، ومنتجات الصلب المدرفلة. يقع مقرها الرئيسي في موسكو، وتبيع منتجاتها في روسيا والخارج، وتُعرف رسميًا باسم شركة مساهمة عامة في البورصة باسم ميكيل.

## وصلات خارجية
الموقع الرسمي للشركة